# Hyoran
Hyoran Kauê Dalmoro (Chapecó, Santa Catarina, 25 de mayo de 1993) es un futbolista brasileño. Juega como centrocampista o delantero y su equipo es el Sport Recife del Campeonato Brasileño de Serie A.

## Trayectoria
Hizo los procesos de divisiones menores en los equipos Paraná, Coritiba y Corinthians. En 2012 debutó en el Campeonato Paulista Serie A3 con el Flamengo de Guarulhos. 
Posteriormente regresaría a Corinthians, donde disputó la Copa Libertadores Sub-20 de 2012. 
Integrando las filas del Chapecoense, se convirtió en uno de los jugadores que no viajaron en el Vuelo 2933 de LaMia, cuando el equipo de Chapecó iba a jugar la final de la Copa Sudamericana 2016 frente a Atlético Nacional. El vuelo terminó estrellándose, muriendo la gran mayoría del plantel. Al igual que Alejandro Martinuccio, Hyoran se encontraba recuperándose de una lesión que le impidió realizar el viaje.

## Clubes
| Club                         | País   | Año       |
| ---------------------------- | ------ | --------- |
| Flamengo de Guarulhos        | Brasil | 2012      |
| S. C. Corinthians            | Brasil | 2012      |
| Chapecoense                  | Brasil | 2013-2016 |
| S. E. Palmeiras              | Brasil | 2017-2021 |
| Atlético Mineiro (cedido)    | Brasil | 2020-2021 |
| Atlético Mineiro             | Brasil | 2021-2023 |
| Red Bull Bragantino (cedido) | Brasil | 2022      |
| S. C. Internacional          | Brasil | 2024-     |
| Sport Recife (cedido)        | Brasil | 2025-     |

## Palmarés

### Títulos estatales
| Título                  | Club             | Estado         | Año  |
| ----------------------- | ---------------- | -------------- | ---- |
| Campeonato Catarinense  | Chapecoense      | Santa Catarina | 2016 |
| Campeonato Mineiro      | Atlético Mineiro | Minas Gerais   | 2020 |
| Campeonato Mineiro      | Atlético Mineiro | Minas Gerais   | 2021 |
| Campeonato Mineiro      | Atlético Mineiro | Minas Gerais   | 2023 |
| Campeonato Pernambucano | Sport Recife     | Pernambuco     | 2025 |

### Títulos nacionales
| Título         | Club             | País   | Año  |
| -------------- | ---------------- | ------ | ---- |
| Serie B        | Chapecoense      | Brasil | 2013 |
| Serie A        | S. E. Palmeiras  | Brasil | 2018 |
| Serie A        | Atlético Mineiro | Brasil | 2021 |
| Copa de Brasil | Atlético Mineiro | Brasil | 2021 |